# Nothris obruta
Nothris obruta är en fjärilsart som beskrevs av Edward Meyrick 1921. Nothris obruta ingår i släktet Nothris och familjen stävmalar. Inga underarter finns listade i Catalogue of Life.